# Coisy
Coisy – miejscowość i gmina we Francji, w regionie Hauts-de-France, w departamencie Somma.
Według danych na rok 1990 gminę zamieszkiwało 226 osób, a gęstość zaludnienia wynosiła 37 osób/km² (wśród 2293 gmin Pikardii Coisy plasuje się na 772. miejscu pod względem liczby ludności, natomiast pod względem powierzchni na miejscu 773.).